# Trường Báo chí Missouri
Trường Báo chí Missouri (Missouri School of Journalism) là trường báo chí đầu tiên trên thế giới. Được Walter Williams thành lập vào ngày 14 tháng 9 năm 1908 tại khuôn viên của trường Đại học Missouri-Columbia. Một tờ nhật báo, tờ University Missourian (nay đổi thành Columbia Missourian) cũng bắt đầu xuất bản vào ngày này, bắt đầu cái mà bây giờ đã trở thành phương pháp thực hành cho việc học báo chí xuyên suốt cả thế kỷ cho các sinh viên.
Ngày nay, trường Báo chí Missouri gần như chắc chắn được xếp hạng là một trong những trường báo chí hàng đầu thế giới vì "phương pháp Missouri" của mình. Theo phương pháp này, sinh viên học về báo chí không những qua bài giảng và thảo luận, mà còn thực hành chính những kiến thức đó. Với những sinh viên làm việc kênh tại truyền hình thương mại duy nhất thuộc một trường đại học trên toàn Hoa Kỳ, một tờ nhật báo cộng đồng, hai tờ tạp chí văn hoá, một tờ tạp chí của các phóng viên quốc tế, một kênh thành viên của hệ thống radio công cộng quốc gia (National Public Radio member), Missouri cung cấp nhiều giờ thực hành cho sinh viên hơn bất kỳ chương trình báo chí nào khác. Chương trình giảng dạy của trường là chương trình thành viên của Hội đồng sự uy tín về giáo dục trong nghề báo và truyền thông nói chung (Accrediting Council on Education in Journalism and Mass Communications - ACEJMC).
ACEJMC chỉ đưa ra 9 tiêu chuẩn để kết nạp các chương trình vào hội đồng, không xếp hạng các chương trình với nhau. Các tiêu chuẩn có thể xem tại đây Lưu trữ ngày 9 tháng 5 năm 2008 tại Wayback Machine.

## Lịch sử
Trường được thành lập vào ngày 14 tháng 9 năm 1908 với sự thúc giục của Joseph Pulitzer, theo sau là những vận động hành lang của Walter Williams, tổng biên tập tờ Columbia (Missouri) Herald và một uỷ viên ban quản trị của MU. Khoa hoạt động ngoài Switzler Hall.
Thượng nghị viện tiểu bang Missouri bác bỏ một dự luật vào năm 1895 cho rằng yêu cầu cần một giáo sư nghề báo được thành lập tại trường (trước đó các báo thường đòi hỏi việc học nghề). Hiệp hội xuất bản Missouri (Missouri Press Association) bắt đầu ủng hộ việc đề xuất này vào năm 1896.
Lớp học trong ngày đầu tiên đã xuất bản ấn phẩm đầu tiên của tờ University Missourian, mà sau này trở thành Columbia Missourian. Williams là trưởng khoa đầu tiên. Trong số những giảng viên ban đầu có Charles G. Ross, từng làm thư ký thông tấn cho Tổng thổng Harry S. Truman.
Năm 1910, trường bắt đầu lễ "Tuần lễ báo chí".
Vào năm 1919, Jay Holcomb Neff Hall trở thành toà nhà đầu tiên được cấp cho trường. Toà nhà được xây dựng với số tiền tặng từ con trai của Neff (sinh viên tốt nghiệp năm 1913) tên là Andrew Neff. Số tiền được lấy từ tiền bất động sản của cha anh, một nhà xuất bản và thị trưởng của thành phố Kansas, Missouri. Số tiền tặng vào lúc đó được xem là lớn nhất trong lịch sử của trường.

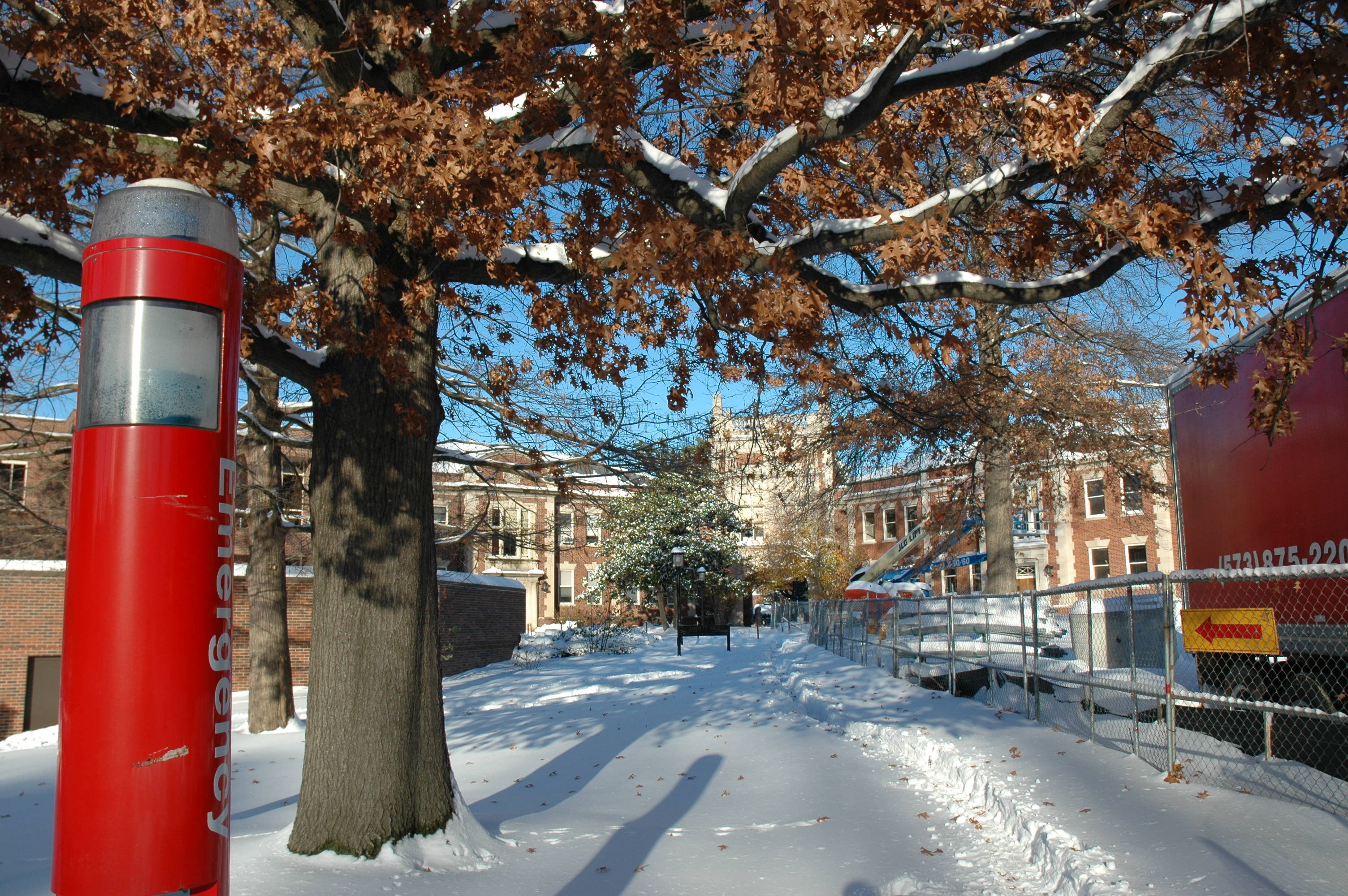
Neff Hall, nơi có nhiều phòng học báo chí, nhìn từ xa. Công trình xây dựng và cải tiến Walter Williams Hall có thể thấy từ phía bên trái

Năm 1921, trường đào tạo chương trình thạc sĩ báo chí đầu tiên trên thế giới.
Năm 1930, trường bắt đầu trao tặng huân chương danh dự Missouri cho những dịch vụ báo chí đặc sắc (Missouri Honor Medal for Distinguished Service in Journalism).
Năm 1934, trường đào tạo bằng tiến sĩ báo chí đầu tiên trên thế giới.
Năm 1936, trường bắt đầu tổ chức các khoá học qua đài truyền hình với kênh KFRU, một đài phát thanh sở hữu của tờ St.Louis Star-Times.
Năm 1958, trường mở trung tâm Tự do thông tin, trung tâm học thuật đầu tiên trên thế giới dành riêng cho đề tài này.
Năm 1971, trường chuyển kênh radio của mình nhằm dùng kên KBIA cho phòng thực nghiệm của trường.
Năm 1981, trường được xếp hạng những trường báo chí hàng đầu trong cả nước, dưới thời trưởng khoa Roy M. Fisher.
Năm 2007, học viện báo chí Donal W. Reynolds bắt đầu các khoá học nâng cao nghiệp vụ báo chí và vai trò của báo chí trong xã hội dân chủ. Quỹ Donald W. Reynolds trao tặng cho trường Báo chí Missouri 31 triệu USD nhằm thành lập học viện vào tháng 2 năm 2004, số tiền tặng từ tư nhân lớn nhất cho đến nay cho trường Đại học Missouri-Columbia.

## Missouri và những cái đầu tiên
- Trường Báo chí Missouri là trường báo chí đầu tiên trên thế giới
- Trường trao bằng báo chí bậc đại học đầu tiên trên thế giới vào năm 1909, bằng thạc sĩ báo chí đầu tiên năm 1921, bằng tiến sĩ đầu tiên năm 1934
- Sinh viên quốc tế có mặt trong trường lần đầu tiên trong một lớp thạc sĩ chính quy
- Tờ Columbia Missourian là phòng tin báo chí thuộc hệ thống PC đầu tiên trên thế giới
- Mojo Ad, hãng quảng cáo sinh viên lần đầu tiên chuyên môn hoá trong lĩnh vực tiếp thị cho tuổi trẻ và người vừa trưởng thành (youth and young adult)
- Trung tâm tự do thông tin báo chí, thành lập vào năm 1958, là trung tâm học thuật đầu tiên chuyên môn về chủ đề này

## Bằng cấp đào tạo
- Cử nhân báo chí
- Thạc sĩ (chuyên ngành báo chí)
- Tiến sĩ (chuyên ngành báo chí)

## Chương trình đào tạo

### Sinh viên
- Quảng cáo (chiến lược thông tin) (Advertising (Strategic Communication)}
- Viết tạp chí (Magazine Journalism)
- Hội tụ truyền thông đại chúng (Media Convergence Journalism)
- In ấn và tin điện tử (Print and Digital News)
- Báo ảnh (Photojournalism)
- Báo hình và báo nói (radio và truyền hình) (Broadcast Journalism (Radio-Television))

### Cao học
Trường Báo chí Missouri cung cấp nhiều chương trình học thạc sĩ khác nhau bao gồm:
- Học tại trường
- Học qua mạng (online)
- Chương trình 5 năm BJ/MA (học cử nhân và thêm một năm học thạc sĩ)

Ngoài ra trường còn có:
- Chương trình đào tạo từ xa tổ chức tại Thành phố Jefferson, Missouri, London, Thành phố New York[6], Washington, D.C.[7]
- Du học tại chỗ ở 10 quốc gia
- Tổ chức hợp tác thành lập 12 chương trình đào tạo giáo dục với 9 quốc gia, trong đó có cả Đại học Quốc gia Moskva

## Tiếp xúc thực tế với phương tiện truyền thông
Là một phần trong "phương pháp Missouri" nhằm tăng tính thực hành trong đào tạo báo chí, sinh viên và học viên cao học có cơ hội làm việc tại 10 cơ quan thông tin và đài phát thanh của trường. Dựa vào ngành học của mình, sinh viên có thể làm việc tại
- KOMU-TV, một đài truyền hình chi nhánh địa phương của NBC
- Báo Columbia Missourian, nhật báo công cộng
- Tạp chí VOX, tuần báo nghệ thuật và văn hóa
- KBIA 91.3, thành viên của hệ thống đài phát thanh công cộng quốc gia Mỹ NPR
- Mojo Ad, hãng quảng cáo và quan hệ công chúng
- Adelante, ấn bản song ngữ với tiếng Tây Ban Nha
- eMprint, ấn bản điện tử
- MyMissourian, forum online cho báo chí công
- IPI Global Journalist, tạp chí quốc tế
- Missouri Digital News, chương trình phóng sự trực thuộc tiểu bang

## Cơ sở vật chất
5 toà nhà (sắp tới sẽ là 7) trong campus chính và là trụ sở của
- Phòng tin cho việc in ấn các ấn phẩm báo chí (báo Columbia Missourian, tạp chí VOX, IPI Global Journalist)
- 2 phòng thực nghiệm thiết kế công nghệ cao
- 3 phòng thực nghiệm viết tin lớn

- 1 phòng biên tập truyền hình số

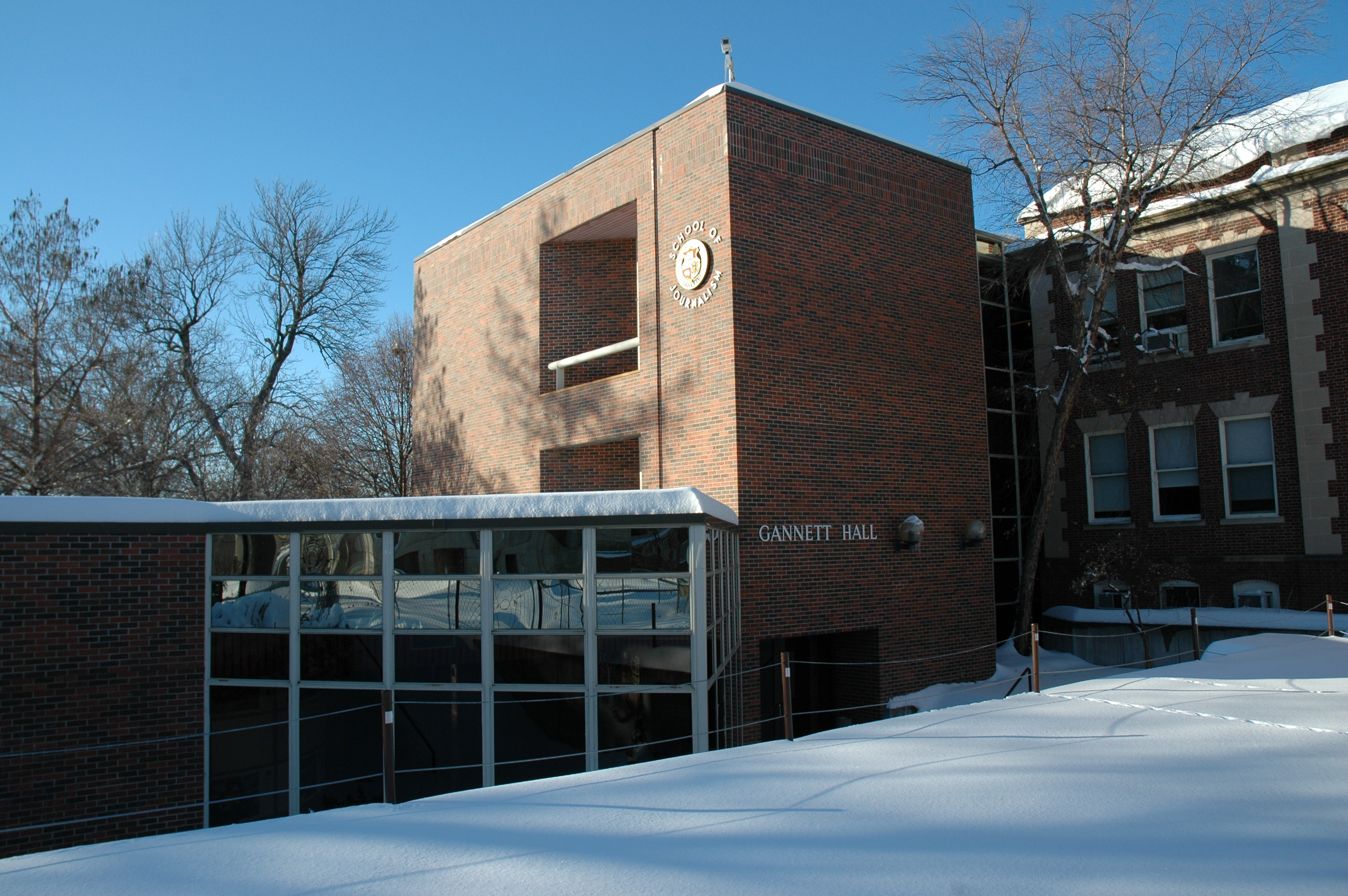
Garnett Hall, quỹ xây dựng được đóng góp một phần của Garnett Corporation

- 2 thính phòng khả năng nghe nhìn nghệ thuật
- 1 phòng báo ảnh điện tử cho sinh viên ngành báo ảnh
- 1 phòng máy vi tính tiên tiến cho việc sản xuất các tài liệu như video, audio và Web-besed text
- Trên 550 máy tính cho sinh viên, giảng viên và công nhân viên chức
- Hệ thống nối mạng không dây
- KOMU 8, kênh truyền hình thương mại chi nhánh của NBC
- KBIA 91.5FM, trực thuộc hệ thống kênh truyền thanh công cộng quốc gia Mỹ NPR
- Thư viện báo chí
  - Trên 50.000 đầu sách
  - 167 tạp chí xuất bản định kỳ
  - 41 nhật báo trong nước
  - 18 đầu báo quốc tế
- Học viện Báo chí Donald W. Reynolds hoàn thành vào cuối năm 2007, là trụ sở của
  - Thư viện báo chí mới
  - Trung tâm trình diễn công nghệ
  - Diễn đàn hợp tác, phòng hội nghị chuyên đề, không gian cho các văn phòng

## Các tổ chức chuyên ngành đặt trụ sở tại trường
- Hiệp hội sức khoẻ của phóng viên (Association of Health Care Journalists Lưu trữ ngày 10 tháng 4 năm 2007 tại Wayback Machine)
- Biên tập viên và phóng viên điều tra (Reporters and Editors[liên kết hỏng])
- Liên minh quốc gia vì tự do thông tin (National Freedom of Information Coalition)
- Viện cộng tác phóng sự qua máy vi tính quốc gia (National Institute for Computer-Assisted Reporting Lưu trữ ngày 23 tháng 1 năm 2008 tại Wayback Machine)
- Liên minh các báo toàn quốc (National Newspaper Association)
- Khoa học Báo chí (Science Journalism)
- Câu lạc bộ các biên tập viên và phóng viên kinh tế Mỹ (Society of American Business Editors and Writers)

## Tính đặc sắc
- Thiết lập phòng tin chi nhánh truyền hình duy nhất trong cả nước tạo điều kiện học tập tốt nhất cho sinh viên
- Trao tặng huân chương danh dự Missouri cho những dịch vụ báo chí đặc sắc[8]
- Xuất bản một tờ nhật báo công cộng, tuần báo, nguyệt san tiếng Tây Ban Nha và tạp chí theo quý phục vụ cho giới phóng viên quốc tế
- Chủ trì cuộc thi ảnh hàng năm với tên gọi "Picture of the Year International"[8]
- Có một hội sinh viên đông đảo và năng động là thành viên của Câu lạc bộ phóng viên chuyên nghiệp (Society of Professional Journalists) và Liên đoàn quảng cáo Mỹ (American Advertising Federation)
- Là trụ sở của Hiệp hội báo chí liên trường Missouri (Missouri Interscholastic Press Association), được thành lập vào năm 1923 nhằm phát triển năng khiếu báo chí trong giới học sinh cấp II và cấp III[8]
- Missouri Urban Journalism Workshop cơ sở thực hành báo chí và là chương trìnnh tuyển sinh viên báo chí thành công nhất trên cả nước với sự giúp đỡ từ Quỹ báo Down Jones[8].

## Học viện Báo chí Donald W. Reynolds
Học viện Báo chí Donald W. Reynolds mới tại trường Báo chí Missouri tập trung cho những khóa học nâng cao về nghiệp vụ báo chí và vai trò của báo chí trong xã hội dân chủ. Quỹ Donald W. Reynolds trao tặng trường Báo chí Missouri 31 triệu USD vào tháng 2 năm 2004 để thành lập trường. Trong số tiền này, 18.6 triệu USD sẽ được dùng cho việc xây dựng và mua trang thiết bị công nghệ, 12.4 triệu USD cho tổ chức chương trình học.
Cơ sở vật chất của học viện bao gồm:
- 1 trung tâm trình diễn công nghệ
- Thư viện báo chí mới
- Trung tâm biên tập đa phương tiện và văn phòng biên biên
- Không gian làm việc nhóm, phòng chuyên đề và diễn đàn
- Diễn đàn đạt chuẩn trình chiếu cho những sự kiện công cộng
- Mở phòng tiếp công chúng và khu vực triển lãm

Chương trình tại học viện với lời giới thiệu trên eMprint, tiên phong trong lĩnh vực xuất bản bài diễn thuyết điện tử, nói rằng sẽ phát các ấn phẩm in với tốc độ và tính linh hoạt của phương pháp online. Tháng 3 năm 2005, tờ Columbia Missourian, tờ báo công cộng địa phương của trường, hướng dẫn một bài kiểm tra sản phẩm trong 10 tuần. Hiện nay tờ báo đã phát hành gấp đôi. Quỹ Nieman đã trình bày kiểu biên tập của eMprint trên Nieman Report, một tập chí báo chí quốc tế, minh hoạ cho tính linh hoạt của eMprint.